# Daniela Jaworska
Daniela Jaworska, nata Tarkowska (Wyborów, 4 gennaio 1946), è un'ex giavellottista polacca, campionessa europea a Helsinki 1971.

## Palmarès
| Anno | Manifestazione  | Sede              | Evento                 | Risultato | Prestazione | Note                  |
| ---- | --------------- | ----------------- | ---------------------- | --------- | ----------- | --------------------- |
| 1966 | Europei         | Budapest          | Lancio del giavellotto | 7ª        | 49,70 m     |                       |
| 1968 | Giochi olimpici | Città del Messico | Lancio del giavellotto | 5ª        | 56,06 m     |                       |
| 1969 | Europei         | Atene             | Lancio del giavellotto | 6ª        | 55,16 m     |                       |
| 1970 | Universiadi     | Torino            | Lancio del giavellotto | Oro       | 56,16 m     |                       |
| 1971 | Europei         | Helsinki          | Lancio del giavellotto | Oro       | 61,00 m     | Record dei campionati |
| 1972 | Giochi olimpici | Monaco di Baviera | Lancio del giavellotto | 14ª       | 52,40 m     |                       |
| 1974 | Europei         | Roma              | Lancio del giavellotto | 11ª       | 54,02 m     |                       |